# Guichard di Pontigny
Guichard di Pontigny (Francia, 1106 circa – 27 settembre 1181) è stato un monaco cristiano francese, afferente ai cistercensi e abate di Pontigny e arcivescovo di Lione.

## Biografia
Monaco dell'abbazia cistercense di Citeaux, divenne abate nel 1136 dell'abbazia di Pontigny. Conobbe tanto l'arcivescovo inglese Thomas Becket, in rotta con Enrico II d'Inghilterra, ospitandolo nel 1164 e lo stesso papa Alessandro III che, nel 1165 lo fece arcivescovo di Lione, al posto dell'arcivescovo in carica, Drogo, colpevole di aver appoggiato l'antipapa Vittore IV.

## Genealogia episcopale
La genealogia episcopale è:
- Papa Lucio III
- Papa Alessandro III
- Arcivescovo Guichard di Pontigny, O.Cist.